# Gran Colombia de Aviación
GCA Air (siglas de Gran Colombia de Aviación) fue una aerolínea colombiana con sede en la ciudad de Cali y con centro de conexiones en el Aeropuerto Internacional Alfonso Bonilla Aragón.

## Historia
GCA Air se registró en la Cámara de Comercio de la ciudad de Ibagué en agosto de 2017, asimismo se solicitaron los permisos ante la Aeronáutica Civil colombiana el 30 de agosto del mismo año, con el fin de que se le aprobara su constitución como empresa de transporte aéreo junto con varias rutas tanto nacionales como internacionales; en dicha oportunidad la Aeronáutica Civil le aprobó tanto su constitución como todas las rutas solicitadas a excepción de la ruta Cali - Valencia que fue aplazada.
En un principio en la solicitud elevada a la Aerocivil se concibió al Aeropuerto Perales, de la ciudad de Ibagué, como la base de operaciones de la aerolínea, pero la demora en las obras de modernización del aeropuerto limitaban el progreso en su certificación, motivando solicitar el traslado de base del Aeropuerto Perales al Aeropuerto Internacional Alfonso Bonilla Aragón.
A pesar de que la ruta Cali - Valencia fue aplazada, fue reconsiderada y aprobada por la Aerocivil atendiendo que es una aerolínea colombiana y la actual restricción solo rige para las aerolíneas venezolanas hasta el momento en el cual se normalicen los temas de reciprocidad y acceso equitativo a los mercados.
El 11 de julio de 2018, procedente de Latacunga llegó al Aeropuerto Internacional El Dorado el primer avión de la aerolínea, un Boeing 737-400 que días después se trasladó al Aeropuerto de Cali para iniciar los trámites de certificación ante la Aeronáutica Civil.
El 29 de noviembre de 2019 inició operaciones con un vuelo entre el Aeropuerto Internacional Alfonso Bonilla Aragón en Cali, y el Aeropuerto Internacional Rafael Núñez de la ciudad de Cartagena.
El 25 de abril de 2022 cesó sus operaciones comerciales debido a dificultades financieras.

## Flota histórica
Gran Colombia de Aviación contó con la siguiente flota operativa:
| Aeronaves      | Total | Introducido | Retirado | Matrículas                 |
| -------------- | ----- | ----------- | -------- | -------------------------- |
| Boeing 737-400 | 3     | 2018        | 2022     | HK-5288, HK-5304 y HK-5338 |
| Fokker 50      | 3     | 2018        | 2022     | HK-5301, HK-5302 y HK-5303 |

## Antiguos destinos
Gran Colombia de Aviación operó los siguientes destinos nacionales:
| Países   | Destinos     | Aeropuertos                                     | Desde                                                     |
| -------- | ------------ | ----------------------------------------------- | --------------------------------------------------------- |
| Colombia | Barranquilla | Aeropuerto Internacional Ernesto Cortissoz      | Cali                                                      |
| Colombia | Bucaramanga  | Aeropuerto Internacional Palonegro              | Cali                                                      |
| Colombia | Cali (HUB)   | Aeropuerto Internacional Alfonso Bonilla Aragón | San Andrés, Barranquilla, Bucaramanga, Cúcuta y Cartagena |
| Colombia | Cartagena    | Aeropuerto Internacional Rafael Núñez           | Cali                                                      |
| Colombia | Cúcuta       | Aeropuerto Internacional Camilo Daza            | Cali                                                      |
| Colombia | Pereira      | Aeropuerto Internacional Matecaña               | San Andrés                                                |
| Colombia | San Andrés   | Aeropuerto Internacional Gustavo Rojas Pinilla  | Cali y Pereira                                            |